# Frederick Kennedy
Frederick Kennedy (Black Lane, 23 ottobre 1902 – 14 novembre 1963) è stato un calciatore inglese, di ruolo centrocampista.

## Biografia
Nasce a Black Lane, Radcliffe nella contea della Grande Manchester.
Ha ottenuto la Royal Human's Society Medal per aver salvato una donna che stava annegando.

## Carriera

### Club
Interno destro, durante la sua carriera, divisa tra Inghilterra e Francia, ha giocato per Rossendale United, Manchester United, Everton, M'Boro, Reading, Oldham Athletic, Northwich Victoria, RC Paris, Blackburn e Stockport County. Nel 1936 colse un double con la maglia del RC Paris: in particolare si rese protagonista del campionato, andando a segno 19 volte in 29 partite e andando a formare assieme al compagno Roger Couard la coppia più prolifica del torneo con 42 realizzazioni. L'anno precedente si era messo in luce siglando 16 marcature in 29 incontri.
Vanta 72 presenze e 19 reti nella prima divisione inglese, 61 incontri e 18 gol nella seconda divisione inglese e 96 partite e 46 realizzazioni nella massima categoria del campionato francese.

## Dopo il ritiro
Appesi gli scarpini al chiodo, ha cominciato a gestire una tabaccheria e un negozio di dolciumi a Manchester.

## Palmarès

### Club

#### Competizioni nazionali
- Campionato francese: 1

RC Paris: 1935-1936
- Coupe de France: 1

RC Paris: 1935-1936